# Olivier Bouillère
Olivier Bouillère est un romancier français né en 1970.

## Biographie
Auteur publié par les Éditions P.O.L, Olivier Bouillère est architecte DPLG et licencié en philosophie .

## Carrière littéraire
En 2008, Olivier Bouillère  publie son premier roman, Retro, aux éditions P.O.L., une fiction retraçant les pérégrinations d'un jeune homme désœuvré d'une trentaine d'années, occupé seulement par la fête et l'alcool, qui replonge dans son enfance en 1978, mais avec la préscience des événements à venir .
Quatre ans plus tard, en 2012, paraît le roman Le Poivre dans lequel l'héroïne, Lorraine Ageval, 53 ans, s'enlise dans la nostalgie de sa petite gloire passée et de sa beauté qui s'évanouit progressivement. Pour ce titre, il obtient le prix Françoise Sagan ,.

## Publications
- Rétro, P.O.L, 2008  (ISBN 978-2-84682-232-9)
- Le Poivre, P.O.L, 2012  (ISBN 978-2-8180-1667-1)

## Prix et distinctions
- 2013 : Prix Françoise-Sagan, pour Le Poivre[4]